# Luigi Di Fiore
Luigi Di Fiore, nato Luigi Stefano Maria Di Fiore (Milano, 18 luglio 1964), è un attore italiano.

## Biografia
Si diploma nel 1985 alla bottega teatrale diretta da Vittorio Gassman. L'anno successivo viene scelto, tra 1000 candidati, per rappresentare il ruolo di don Giovanni nell'Elvira o la passione teatrale, diretta da Giorgio Strehler. Rimane al Piccolo Teatro fino al 1988. L'anno successivo interpreta l'agente Quadri nella miniserie televisiva La piovra 4. Interpreta numerose fiction televisive e partecipa a film di produzione internazionale, pur non abbandonando mai l'attività teatrale.
Diventa famoso dal 1996, quando per cinque anni veste i panni di Luca De Santis nella soap opera di Rai 3 Un posto al sole. Partecipa poi anche ad altre produzioni italiane, come L'ombra della spia, Marco e Laura dieci anni fa, La ragnatela, La piovra 5 - Il cuore del problema, Amanti e segreti, Cuore contro cuore, Distretto di Polizia e Incantesimo. Nel 2001 dirige alcuni documentari per Geo & Geo.
Dal 2009 interpreta il ruolo di Franco nella terza stagione de I Cesaroni. Nello stesso anno vince il palmarès come migliore attore al Festival du cinema de Paris. Nel 2010 partecipa alla serie televisiva Il commissario Nardone, per la regia di Fabrizio Costa, e prosegue con il ruolo di Franco nella quarta stagione de I Cesaroni.
Nel 2014 è diretto da Cinzia TH Torrini nella serie TV Un'altra vita; inoltre è un componente del cast della trilogia TV 1992, 1993, 1994, per la regia di Giuseppe Gagliardi. Ha partecipato a Baciato dal sole, miniserie TV del 2016, per la regia di Antonello Grimaldi. E poi ancora con Fabrizio Costa gira due serie TV: Scomparsa e Rosso San Valentino. Lo vediamo anche nelle tre ultime serie di Rocco Schiavone, per la regia di Simone Spada.
Ha recitato nella webserie Soma, regia di Fabio Paladini, Giovanni Prisco, Davide Devenuto e Francesco Vitiello (2012). Seppur noto prevalentemente come attore, ha al suo attivo anche qualche esperienza come regista.
Nel 2023 torna, dopo più di vent'anni, nel cast della soap opera  Un posto al sole.

## Filmografia

### Attore

#### Cinema
- Camera con vista (A Room with a View), regia di James Ivory (1985)
- La venexiana, regia di Mauro Bolognini (1986)
- L'anno del terrore (Year of the Gun), regia di John Frankenheimer (1991)
- Antelope Cobbler, regia di Antonio Falduto (1993)
- Berlin '39, regia di Sergio Sollima (1994)
- Poliziotti, regia di Giulio Base (1995)
- La caccia, il cacciatore, la preda, regia di Andrea Marzari (1995)
- Vendetta, regia di Mikael Håfström (1995)
- Il decisionista, regia di Mauro Cappelloni (1997)
- The International, regia di Tom Tykwer (2009)
- Emilia Galotti, regia di Alessandro Berdini (2009)
- A Napoli non piove mai, regia di Sergio Assisi (2015)
- Amen, regia di Andrea Baroni (2024)

#### Televisione
- L'ombra della spia, regia di Alessandro Cane (1988)
- La piovra 4, regia di Luigi Perelli – miniserie TV (1989)
- Marco e Laura dieci anni fa, regia di Carlo Tuzii – miniserie TV (1989)
- Cellini - Una vita scellerata, regia di Giacomo Battiato – miniserie TV (1990)
- Vento di mare, regia di Gianfranco Mingozzi – miniserie TV (1991)
- La ragnatela, regia di Alessandro Cane (1991)
- Il commissario Corso – serie TV (1991)
- Pazza famiglia – serie TV (1996)
- Un posto al sole – serial TV (1996-2023)
- Don Matteo – serie TV, episodio 4x14 (2004)
- Distretto di Polizia – serie TV, 5 episodi (2005)
- L'inchiesta, regia di Giulio Base – miniserie TV (2007)
- Pompei, regia di Giulio Base – miniserie TV (2007)
- I Cesaroni – serie TV, 49 episodi (2009-2010)
- Crimini – serie TV, episodio 2x03 (2010)
- Tutti per Bruno – serie TV (2010)
- Il commissario Nardone – serie TV (2012)
- Rosso San Valentino, regia di Fabrizio Costa – miniserie TV (2013)
- Barabba, regia di Roger Young – miniserie TV (2013)
- Provaci ancora prof! – serie TV (2013-2017)
- Crossing Lines, regia di Edward Allen Bernero – serie TV (2013)
- Un'altra vita – serie TV (2014)
- 1992 – serie TV (2015)
- Baciato dal sole – serie TV (2016)
- 1993 – serie TV (2017)
- Scomparsa – serie TV (2017)
- Questo nostro amore 80 – serie TV (2018)
- Il paradiso delle signore – serial TV (2019)
- Rosy Abate - Seconda stagione – serie TV (2019)
- Rocco Schiavone – serie TV, 6 episodi (2019-2025)
- 1994 – serie TV, episodi 3x02-3x07-3x08 (2019)
- L'ispettore Coliandro – serie TV, episodio 8x01 (2021)
- Signora Volpe – serie TV, episodi 1x01-1x03 (2022)
- Doc - Nelle tue mani – serie TV, terza stagione (2024)
- Kostas, regia di Milena Cocozza – serie TV (2024)
- Costanza, regia di Fabrizio Costa – serie TV (2025)

### Regista
- Zanzibar - L'isola dei neri – documentario (2000) - per Geo & Geo
- Tumbatu - L'isola proibita – documentario (2000) - per Geo & Geo
- Cuore di calcio – documentario (2000) - per Stream TV
- Soapoperai – cortometraggio (2000)
- Taxi Lovers – lungometraggio (2005)
- Api – cortometraggio (2009) - in collaborazione con Greenpeace

## Doppiaggio
- Pat Shortt in Gli spiriti dell'isola
- Kahmunrah in  Una notte al museo - La vendetta di Kahmunrah